# Jamyang Khyentsé Wangpo
Jamyang Khyentsé Wangpo (11 juillet 1820-19 mars 1892) est considéré comme l'un des plus grands maîtres du bouddhisme tibétain.
Jamyang Khyentsé Wangpo fit ses études au monastère de Mindroling puis dans la tradition Ngor des Sakyapa.
Il maîtrisa quasiment la totalité de toutes les lignées d'enseignements du Bouddhisme tibétain .
Avec Jamgon Kongtrul Lodrö Taye et Chogyur Lingpa, Jamyang Khyentsé Wangpo fut l'un des principaux initiateurs du mouvement Rimé (non-sectaire) qui valorise les spécificités des enseignements et pratiques de chaque école, non pas pour en faire un syncrétisme mais pour sauvegarder des lignées rares, et apporter un éclairage nouveau ou complémentaire. Ce mouvement contribua également à apaiser certaines tensions entre les différentes écoles du bouddhisme tibétain au cours des XIXe siècle et XXe siècle, et aujourd'hui encore.
Les Sakyapas le reconnurent comme l'incarnation de Champa Namkha Chi-me, et les Nyingmapas comme celle de Jigme Lingpa. Détenteur de treize lignées directes, il fut considéré comme le cinquième roi parmi les cent tertöns (découvreurs de trésors) majeurs de la tradition Nyingmapa .
Il fut le disciple principal de Gyalsé Shenpen Thayé. Il eut de nombreux disciples dont 
Mip'am Rinpoché, Tertön Sogyal et Shechen Gyaltsab (en).
Les très grands maîtres Jamyang Khyentsé Chökyi Lodrö (1893-1959) et  Dilgo Khyentse Rinpoché (1910-28 septembre 1991) ont été reconnus comme des incarnations de Jamyang Khyentse Wangpo. Les deux maîtres furent comme Jamyang Khyentsé Wangpo, au centre du mouvement Rimé et de toute la tradition tibétaine, rassemblant et maîtrisant toutes les traditions spirituelles. 
Dzongsar Jamyang Khyentse Rinpoché, lama et cinéaste bhoutanais aussi connu sous le nom de Khyentse Norbu, a été reconnu comme une  réincarnation de Jamyang Khyentse Wangpo liée à Jamyang Khyentsé Chökyi Lodrö. Khyentsé Yangsi Rinpoché (né en 1993) a été reconnu comme la réincarnation  de Jamyang Khyentse Wangpo liée à Dilgo Khyentse Rinpoché.